# Teofania (Gotowcowa)
Teofania, imię świeckie Aleksandra Siergiejewna Gotowcowa zd. Szulepnikowa (ur. 15 lutego 1787 w Trieskowie, zm. 16 maja 1866 w Petersburgu) – rosyjska mniszka prawosławna, pierwsza przełożona i współtwórczyni Monasteru Nowodziewiczego w Petersburgu.

## Życiorys
Była jedną z jedenaściorga dzieci Siergieja i Domniki Szulepnikowów. Uzyskała wykształcenie na pensji, w Szkole Jekatierińskiej w Petersburgu. W wieku dwudziestu dwóch lat wyszła za mąż za gen. Siemiona Gotowcewa, jednak już po dwóch miesiącach owdowiała. W listopadzie 1908 urodziła pogrobowca - córkę Annę. Zmarła ona w wieku czterech lat.
Na dalsze życie przyszłej ihumeni wpływ miała znajomość z archimandrytą Teofanem (Sokołowem), przełożonym monasteru św. Cyryla Nowojezierskiego. W 1818 złożyła przed nim śluby mnisze w riasofor, przyjmując imię zakonne Teofania, i wstąpiła do monasteru Zmartwychwstania Pańskiego w Goricach. Z własnych funduszy urządziła przy nim pracownię rękodzieła, nauczyła się pisać ikony i kształciła w tym kierunku inne siostry - dawniej chłopki należące do jej rodziny. W 1832 została klasztorną zakrystianką, zaś w 1837 złożyła wieczyste śluby mnisze, zachowując imię otrzymane w 1818.
W 1845 została wyznaczona na pierwszą przełożoną Nowodziewiczego Monasteru Zmartwychwstania Pańskiego w Petersburgu. W tym samym roku przybyła do Petersburga razem z grupą innych mniszek delegowanych do nowego klasztoru. Nowy monaster uzyskał poparcie rodziny carskiej; w 1849 przystąpiono do budowy nowych, obszerniejszych zabudowań, w których miała żyć wspólnota. Teofania współfundowała rozbudowę klasztoru.
Pod kierunkiem ihumeni petersburska wspólnota rozwijała się, stając się monasterem znanym w całym kraju. Za swoją działalność Teofania otrzymała szereg nagród cerkiewnych. Zmarła w 1866 po kilkumiesięcznej chorobie i została pochowana w soborze Zmartwychwstania Pańskiego w kompleksie monasterskim.